# Oleg Konstantinovitsj van Rusland

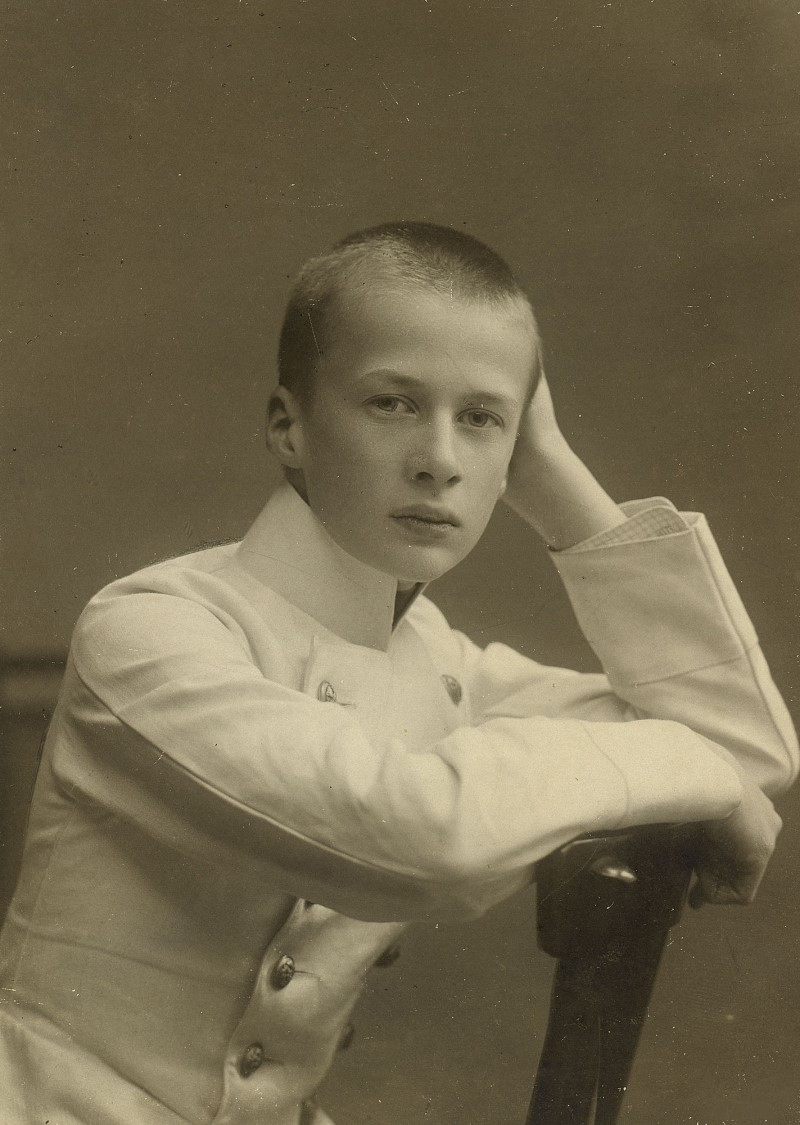
Oleg Konstantinovitsj van Rusland

Oleg Konstantinovitsj Romanov (Russisch: Олег Константинович Романов) (Sint-Petersburg, 27 november 1892 – Vilnius, 12 oktober 1914), prins van Rusland, was het vijfde kind en de vierde zoon van grootvorst Constantijn Konstantinovitsj en grootvorstin Elisabeth Mavrikievna Romanova.
Prins Oleg vocht tijdens de Eerste Wereldoorlog, net als vier van zijn vijf broers. Hij stierf op 12 oktober 1914 op 21-jarige leeftijd in een ziekenhuis te Vilnius, nadat hij ernstig gewond was geraakt aan het front. Ook zijn schoonbroer Constantijn Bagration-Muhransky, de echtgenoot van zijn oudere zus Tatjana, stierf tijdens de oorlog. Oleg werd door zijn dood gespaard voor het verschrikkelijke lijden van zijn familie tijdens de Russische Revolutie.